# Twierdzenie Kuratowskiego-Steinhausa (topologia)
Twierdzenie Kuratowskiego-Steinhausa – twierdzenie topologii mówiące o odwzorowaniu ciągłym n-wymiarowej kuli przestrzeni euklidesowej w siebie.

## Twierdzenie
Jeśli {\displaystyle f\colon \mathbb {B} ^{n}\to \mathbb {B} ^{n}} jest odwzorowaniem kuli {\displaystyle n}-wymiarowej przestrzeni euklidesowej w siebie takim, że dla punktów {\displaystyle x} brzegu {\displaystyle \mathbb {S} ^{n-1}} zawsze {\displaystyle f(x)\in \mathbb {S} ^{n-1}} oraz {\displaystyle f(x)\neq x,} to {\displaystyle f(\mathbb {B} ^{n})=\mathbb {B} ^{n}.}

## Wnioski
Jeśli {\displaystyle f\colon \mathbb {B} ^{n}\to \mathbb {B} ^{n}} jest ciągłe oraz dla każdego {\displaystyle x,} leżącego na {\displaystyle \mathbb {S} ^{n-1}} jest zawsze {\displaystyle f(x)=-x,} to {\displaystyle f(\mathbb {B} ^{n})=\mathbb {B} ^{n}.}